# Epibiont
Epibiont – organizm żyjący na powierzchni innych organizmów. Przykładami epibiontów w świecie zwierzęcym są na przykład pąkle, podnawki, czy glony osiedlające się na skórze wielorybów, rekinów, żółwi morskich. W świecie roślin przykładami epibiontów są na przykład porosty osiedlające się na korze drzew. Epibiont jest zasadniczo nieszkodliwy dla gospodarza i w tym sensie związek między dwoma organizmami można uznać za neutralny lub komensalizm. Wykorzystuje bowiem gospodarza tylko go jako podłoże. W praktyce jednak epibionty wykazują różnego rodzaju szkodliwy wpływ na swoich gospodarzy. Zwiększają opór podczas pływania, co wymaga od nich większego zużycia energii, pochłaniają promieniowanie słoneczne, co ma istotne znaczenie dla roślin, pobierają część pożywienia zdobytego przez gospodarza (np. podnawki). Czasami są wręcz pasożytami – na przykład grzyby skoczkowce żyją na powierzchni komórek rośliny, ale ssawkami wnikają do wnętrza komórek, pobierając z nich substancje pokarmowe (w tym przypadku są zarówno epibiontami, jak i endobiontami).
Wśród epibiontów wyróżnia się 2 grupy organizmów:
- epifity – rośliny żyjące na powierzchni innych roślin
- organizmy epizoiczne lub epizoidy  – organizmy żyjące na powierzchni ciała zwierząt

Organizmy żyjące wewnątrz innych organizmów to endobionty. 